# Demodes subconspersa
Demodes subconspersa är en skalbaggsart som beskrevs av Stefan von Breuning 1950. Demodes subconspersa ingår i släktet Demodes och familjen långhorningar. Inga underarter finns listade i Catalogue of Life.